# Saturnino Cedillo
Saturnino Cedillo är en ort i Mexiko.   Den ligger i kommunen Uxpanapa och delstaten Veracruz, i den sydöstra delen av landet, 500 km sydost om huvudstaden Mexico City. Saturnino Cedillo ligger 116 meter över havet och antalet invånare är 433.
Terrängen runt Saturnino Cedillo är huvudsakligen platt, men åt sydost är den kuperad.  Trakten runt Saturnino Cedillo är nära nog obefolkad, med mindre än två invånare per kvadratkilometer. Närmaste större samhälle är Poblado Cinco, 18,2 km öster om Saturnino Cedillo. I omgivningarna runt Saturnino Cedillo växer i huvudsak städsegrön lövskog.